# Victoria Chick
Victoria Chick (* 1936 in Berkeley, Kalifornien; † 15. Januar 2023) war eine Professorin für Wirtschaftswissenschaften des University College London (UCL). Ihr Hauptforschungsgebiet waren die Geldpolitik und die keynesianische Wirtschaftstheorie.

## Leben
Victoria Chick studierte an der London School of Economics, wo sie später auch unterrichtete. Beruflich war sie auch für die Reserve Bank of Australia in Sydney und die Federal Reserve Bank of New York tätig.
Im Wintersemester 2000/2001 war Victoria Chick Gastprofessorin der Deutschen Bundesbank an der Freien Universität Berlin.

## Werke
- The Theory of Monetary Policy, 1977, ISBN 9780631182108
- Macroeconomics After Keynes: A Reconsideration of the General Theory, Cambridge 1983, ISBN 978-0-262-03095-3
- mit Sheila C. Dow: Formalism, Logic and Reality: A Keynesian Analysis. In: Cambridge Journal of Economics, Band 25, Nr. 6, November 2001, S. 705–721, doi:10.1093/cje/25.6.705.